# Kramp Groep
Kramp Groep BV med hovedkvarter i Varsseveld, Gelderland er en nederlandsk engroshandelsvirksomhed indenfor tilbehør, teknik og maskindele til landbrug-, skovbrug- og gartnerivirksomheder. Virksomheden blev grundlagt i 1951 af Johan Kramp, en 34-årig iværksætter i Varsseveld. Kramp Groep driver virksomhed i over 24 lande i Europa. I 2023 omsatte de for 1,159 mia. euro.

## Danmark
I Danmark er Kramp repræsenteret igennem datterselskabet Kramp Danmark A/S med hovedkvarter i Skjern. I 2022 solgte Kramp Danmark varer for 488 mio. kr.